# Заболоттівська селищна територіальна громада
Заболоттівська селищна територіальна громада — об'єднана територіальна громада в Україні, в Ковельському районі Волинської області. Адміністративний центр —селище  Заболоття. До реформи 2020 року належала до Ратнівського району.
Площа громади — 253,72 км², населення — 9546 мешканців (2018).
Утворена 22 вересня 2016 року шляхом об'єднання Заболоттівської селищної ради та Гутянської, Заліської, Турської сільських рад Ратнівського району.
19 липня 2020 року, в результаті адміністративно-територіальної реформи та ліквідації Ратнівського району, громада увійла до складу Ковельського району.

## Населені пункти
До складу громади входять 1 селище (Заболоття) і 3 села: Гута, Заліси та Тур.

## Соціальна сфера
На утриманні громади станом на 2017 рік перебували 3 фельдшерсько-акушерські пункти, амбулаторія, лікарня, станція швидкої медичної допомоги, 4 школи, 4 дитячі садки, 4 заклади культури та 4 заклади фізичної культури.